# Софора толстоплодная
Софо́ра толстопло́дная (лат. Sophóra pachycárpa) — травянистое растение; вид рода Софора семейства Бобовые (Fabaceae).

## Ботаническое описание
Многолетнее травянистое растение 30—60 см высотой с глубокой и мощной корневой системой. Корни с множеством придаточных почек, из которых развиваются новые надземные побеги.
Стебли ветвистые почти от основания.
Листья непарноперистые, с 6—12 парами продолговато-эллиптических листочков.
Цветки кремовые, в колосовидных верхушечных кистях. Чашечка ширококолокольчатая, густоопушённая. Флаг широкий, по длине примерно равен крыльям и лодочке. Тычинок десять, пестик с сильноопушённой завязью. Цветёт в мае — июне.
Плоды — бурые, почти черные бобы, короткие с мало выраженной перетяжкой посредине, рассеянно-волосистые, вверх торчащие, толстые, невскрывающиеся. Семена эллиптические, 5—6 мм длиной, тёмно-коричневые или почти чёрные. Плоды созревают в июле — августе.
Отличается от софоры лисохвостной отсутствием опушения и белыми цветками с желтоватым оттенком.

## Распространение и среда обитания
Растёт в основном в пустынях и опустыненных предгорьях Средней Азии и Казахстана, где является злостным сорняком богарных (неполивных) посевов.
Встречается на лёссовых и песчаных почвах. Хорошо переносит недостаток влаги и слабое засоление почвы.

## Химический состав
В траве содержится алкалоид пахикарпин ({\displaystyle {\ce {C15H26N2}}}), в семенах софокарпин и матрин ({\displaystyle {\ce {C15H24ON2}}}).
| Фаза        | Воды (в %) | От абсолютного сухого вещества в % | От абсолютного сухого вещества в % | От абсолютного сухого вещества в % | От абсолютного сухого вещества в % | От абсолютного сухого вещества в % | Источник и район              |
| Фаза        | Воды (в %) | золы                               | протеина                           | жира                               | клетчатки                          | БЭВ                                | Источник и район              |
| ----------- | ---------- | ---------------------------------- | ---------------------------------- | ---------------------------------- | ---------------------------------- | ---------------------------------- | ----------------------------- |
| До цветения | 10,8       | 8,0                                | 27,0                               | 2,3                                | 25,1                               | 37,6                               | Советкина, 1939, Туркменистан |
| Цветения    | 9,7        | 7,7                                | 17,0                               | 3,4                                | 22,4                               | 49,5                               | Советкина, 1938               |

## Значение и применение
В качестве лекарственного сырья используется трава софоры толстоплодной (лат. Herba Sophorae расhycarpae), которую заготовляют в течение всего летнего периода, сушат на солнце. Основное действующее вещество травы — алкалоид пахикарпин из группы хинолизидиновых производных. Из сырья получают препарат «Пахикарпина гидроиодид», применяемый в акушерской практике для усиления родовой деятельности. Пахикарпин применяется также при миопатии и склеротических формах облитерирующего эндартериита.
Растения ядовито. На пастбище и в сене скотом не поедается. Горькое на вкус. В Туркменистане в 1917 году зафиксировано массовое отравление овец и коз после поедание незначительного количества листочков и соцветий. Мясо и сало павших животных было жёлтого цвета и абсолютно не пригодно в пищу.
Злостный сорняк посевов. Обладает инсектицидными свойствами. 

## Таксономия

### Синонимы
По данным The Plant List на 2010 год, в синонимику виды входят:
- Ammothamnus intermedius Kuntze
- Goebelia pachycarpa (Schrenk ex C.A.Mey.) Bunge
- Goebelia pachycarpa (Schrenk ex C.A.Mey.) Bunge ex Boiss.
- Sophora intermedia Kuntze
- Vexibia pachycarpa (C.A.Mey.) Yakovlev
- Vexibia pachycarpa (Schrenk ex C.A.Mey.) W.A.Weber